# Christian Thomas (gymnastique)
Pour les articles homonymes, voir Christian Thomas.
Christian Thomas, né le 7 février 1896 à Copenhague et mort le 4 octobre 1970 à Gentofte, est un gymnaste artistique danois.

## Carrière
Il fait partie de l'équipe danoise médaillée d'or par équipes en système libre aux Jeux olympiques d'été de 1920 à Anvers.